# رخصة القيادة في السويد

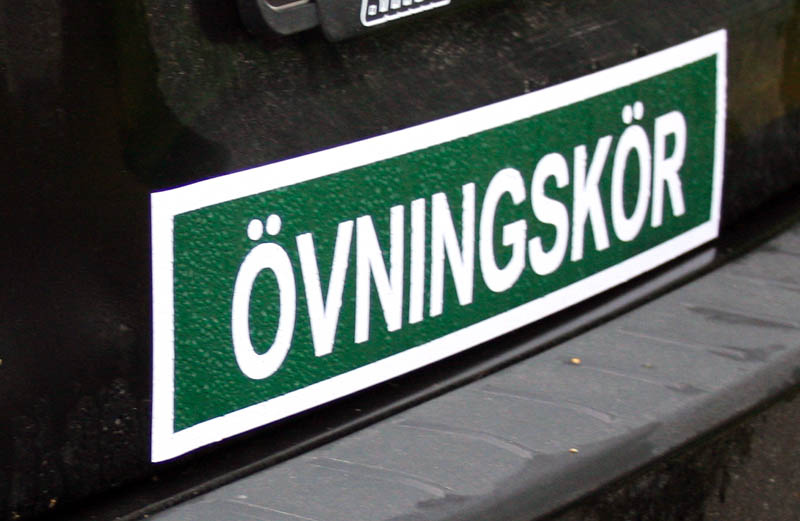

رخصة القيادة في السويد (بالسويدي: Körkort) هي وثيقة رسمية تعطى لبعض الأشخاص في السويد لتخول لحاملها قيادة كل أنواع المركبات ذات المحركات في المنطقة الاقتصادية الأوروبية. 18 سنة هو الحد الأدنى لسن الحصول على ترخيص للسيارات (وهي أقل بالنسبة لبعض المركبات).

## التدريب العملي
يختلف التدريب العملي اعتمادًا على مدى قدرة الطالب على تشغيل السيارة
- اختبارات القيادة (عادة حوالي 13 أو 14 اختبار قبل أن يكون الطالب جاهزًا للاختبار النهائي).
- تعليم المخاطر (هذا يختبر كيف يقوم الطالب بمناورة سيارته في فصل الشتاء إذا كان المكابح زلقة وفعالة).

## التدريب النظري
الاختبارات النظرية في السويد تتكون من 8 اختبارات.
- المرحلة A و B و C (الحركة والمخاطر)
- المرحلة مركبة (كيف تحافظ على المركبة)
- تكرار الخطوات (تكرار الخطوات السابقة ولكن مع أسئلة إضافية)
- الاختبار المرحلة النهائية (إعادة الاختبار النهائي من قبل "Vägverket")

يحتاج الطالب إلى أخذ تدريب «المخاطر 1» النظري حول المخدرات والكحول والقيادة.
يتم إكمال جميع هذه المراحل على الكمبيوتر بإستثناء المخاطر 1 التي سوف يتعلمها الطلأب معا في مجموعة والاستماع إلى مدرب.

## أنواع رخص قيادة
- رخصة القيادة نوع (AM): وهي رخصة قيادة لعمر 15 فما فوق وهي تسمح لحاملها بقيادة الجرار الزراعي (ويجب أن تبلغ أعلى سرعة لها 30 كيلو متر في الساعة).
- رخصة القيادة نوع (A1): وهي رخصة قيادة لعمر 15 فما فوق وهي تسمح لحاملها بقيادة السيارات الصغيرة والجرار الزراعي (لكن بمقدار سرعة أعلى).
- رخصة القيادة نوع (A Limited): وهي رخصة قيادة لعمر 18 فما فوق وهي تسمح لحاملها بقيادة الدراجات النارية (بحد اقصى 25 كيلو واط وتصبح بلا حدود بعد عامين).
- رخصة القيادة نوع (B): وهي رخصة قيادة لعمر 18 فما فوق وهي تسمح لحاملها بقيادة السيارات والشاحنات حتى وزن 3.5 طن والجرار الزراعي والمراكب العسكرية.
- رخصة القيادة نوع (BE): وهي رخصة قيادة لعمر 18 فما فوق وهي تسمح لحاملها بقيادة المقطورات بدون النظر إلى الوزن -حتى عام 2013 تم سن قانون يحدد وزن المقطورة وهو 3.5 طن).[1] وحتى إذا لم يكن هناك تراخيص للوزن موجود، فإن سيارات والمقطورات لديها هذه الحدود، والتي يمكن أن تصل إلى 3.5 طن لبعض السيارات.[2]
- رخصة القيادة نوع (C): وهي رخصة قيادة لعمر 18 فما فوق وهي تسمح لحاملها بقيادة السيارات والشاحنات التي تزيد وزنها على 3.5 طن.
- رخصة القيادة نوع (CE): وهي رخصة قيادة لعمر 18 فما فوق وهي تسمح لحاملها بقيادة السيارات والشاحنات التي تزيد وزنها على 3.5 طن مع مقطورة وبدون وزن محدود.
- رخصة القيادة نوع (D): وهي رخصة قيادة لعمر 21 فما فوق وهي تسمح لحاملها بقيادة الحافلات.
- رخصة القيادة نوع (D): وهي رخصة قيادة لعمر 21 فما فوق وهي تسمح لحاملها بقيادة الحافلات والمقطورات بوزن غير محدود.

## فترة التجربة
تعتبر السنتين الأولى فترة اختبار (السويدية: Prövoperiod). إذا ارتكب السائق مخالفة مرورية خطيرة خلال تلك الفترة، يتم إلغاء الترخيص، ويجب على السائق إعادة اختبار القيادة لاستعادتها.

## استبدال رخصة قيادة أجنبية
يجب أن يكون لديك رخصة قيادة سويدية أو من الاتحاد الأوروبي / المنطقة الاقتصادية الأوروبية للقيادة في السويد ويحب ان تكون مقيم في البلد لأكثر من عام واحد. يجوز للشخص الذي يحمل رخصة قيادة من بعض البلدان استبدالها برخصة سويدية دون الحاجة إلى إجراء اختبار. هذه الدول هي دول الاتحاد الأوروبي / المنطقة الاقتصادية الأوروبية وسويسرا واليابان. يجب على الأشخاص الذين يحملون رخصة قيادة من دول أخرى إجراء الاختبار الكامل من أجل الحصول على رخصة قيادة سويدية.

## اقرأ أيضاً
رخصة القيادة في النمسا
رخصة القيادة في فرنسا